# Mirosternus basalis
Mirosternus basalis là một loài bọ cánh cứng thuộc họ Ptinidae.